# Milton Humason
Milton Humason (ur. 19 września 1891 w Dodge Center, Minnesota, zm. 18 czerwca 1972 w Mendocino, Kalifornia) – amerykański astronom.

## Życiorys
W wieku 14 lat przerwał naukę w szkole powszechnej (nigdy już do nauki nie wrócił) i zatrudnił się jako boy i pracownik fizyczny w hotelu Mount Wilson. W pobliżu trwała wówczas budowa obserwatorium astronomicznego, na szczycie góry Mount Wilson, więc młody Milton przyłączył się również do pracowników budowy. W latach 1908–1910 pracował jako poganiacz jucznych zwierząt, gdyż wszystkie materiały budowlane oraz całe wyposażenie było wtedy transportowane na grzbietach mułów i osłów, liczącą ponad 16 kilometrów drogą z miasta Sierra Madre na szczyt.
W roku 1910 zaręczył się z Helen Dowd, córką inżyniera elektryka zatrudnionego w obserwatorium, a ślub zawarli następnego roku. Po założeniu rodziny, Milton objął posadę ogrodnika w posiadłości ziemianina z Pasadeny. W 1917, dzięki protekcji swego teścia, objął posadę dozorcy w obserwatorium na Mount Wilson i od tego czasu zaczęła się jego kariera astronoma. Dzięki swojej obowiązkowości i rzetelności, zdobył zaufanie pracowników obserwatorium i powierzono mu dodatkowo obowiązki nocnego pomocnika obserwatorów. Astronom Hugo Benioff nauczył Humasona wykonywać fotografie nieba, a w 1922 r. Harlow Shapley przekonał dyrektora obserwatorium George’a Hale’a, aby mianował go asystentem obserwatorium, pomimo że nie miał on formalnego wykształcenia.

## Praca badawcza
Milton Humason wyspecjalizował się w uzyskiwaniu fotografii obiektów o bardzo małej jasności, które można było zarejestrować po wielogodzinnym naświetlaniu kliszy. Odegrał też istotną rolę w realizacji programu obserwacyjnego Edwina Hubble’a, który zlecił mu pomiary przesunięcia ku czerwieni linii widmowych odległych galaktyk. Wyniki pomiarów, uzyskane przez Humasona, umożliwiły sformułowanie teorii o ucieczce galaktyk z prędkością proporcjonalną do ich odległości od obserwatora.
W 1954 został awansowany na stanowisko astronoma obserwatoriów Mount Wilson i Mount Palomar. W latach 1945–1961 odkrył 31 supernowych. W 1961 roku odkrył kometę C/1961 R1 (oznaczenie tymczasowe 1961e), potocznie zwaną kometą Humasona. Jego nazwiskiem został nazwany krater na Księżycu. 
W 1950 otrzymał doktorat honoris causa uniwersytetu w Lund.